# 恆河褶鮡
恆河褶鮡，為輻鰭魚綱鯰形目鮡科的其中一種，為熱帶淡水魚類，分布於亞洲印度喜馬偕爾邦恆河流域，體長可達8.4公分，棲息在底層水域，生活習性不明。